# Popevka 2022
45. festival Popevka je potekal 29. oktobra 2022 v studiu 1 Televizije Slovenija. Vodila sta ga Nina Osenar in Jure Kopušar.

## Vabilo za sodelovanje in izbor skladb
Vabilo za sodelovanje je bilo odprto od 8. aprila do 3. maja 2022. Pravila vabila med drugim določajo:
- skladbe so lahko dolge največ največ tri minute in pol, besedilo pa mora biti v slovenskem jeziku,
- skladbe morajo biti izvirne (v celoti in v posameznih delih) in pred dnevom prijave ne smejo biti priobčene javnosti,
- izvajalci morajo biti na dan 1. septembra 2022 stari najmanj 16 let,
- izbrani izvajalci bodo skupaj s spremljevalnimi vokalisti skladbe izvedli v živo z Revijskim orkestrom RTV Slovenija ali z lastnim ansamblom oziroma bendom, če gre za glasbeno skupino.

Poleg prijavljenih skladb si RTV Slovenija pridržuje pravico neposredno povabiti k sodelovanju posamezne avtorje ali izvajalce.
Strokovna komisija v sestavi Miša Molk, Helena Blagne, Raiven, Alja Kramar in Patrik Greblo je med 56 prijavljenimi za festival izbrala 10 skladb, poleg tega pa še eno rezervno (»Odsev«).

## Tekmovalne skladbe
| Izvajalec       | Pesem                   | Avtorji glasbe, besedila in aranžmaja                                  |
| --------------- | ----------------------- | ---------------------------------------------------------------------- |
| Dinamitke       | »Frajer«                | Damjana Golavšek (gb), Jani Hace (a), Boštjan Grabnar (a)              |
| Veronika Strnad | »Ljubim«                | Veronika Strnad (g), Žan Florjanič Baronik (b), Rudolf Strnad (a)      |
| Maja Založnik   | »Mika me«               | Žiga Pirnat (gba), Željko Mladenović (g), Andraž Gliha (g)             |
| Andraž Hribar   | »Sanjam«                | Andraž Hribar (gba), Patrik Greblo (a)                                 |
| Amaya           | »Rdeče«                 | Maja Keuc (gb), Aleš Avbelj (a)                                        |
| Saša Lešnjek    | »Sama«                  | Alex Volasko (g), Saša Lešnjek (b), Rok Jurečič (a), Patrik Greblo (a) |
| Gedore          | »Od tu do tam«          | Mitja Bobič (g), Marko Hrvatin (g), Leon Oblak (b), Patrik Greblo (a)  |
| Mia Guček       | »Nove slike«            | Mia Guček (gb), Jean Markič (a)                                        |
| BosaZnova       | »Ljubi me, ljubi nocoj« | Matjaž Romih (gb), Rudi Pančur (a)                                     |
| Lea Likar       | »In vendar dva«         | Tomaž Hostnik (gb), Matija Krečič (a)                                  |

## Nagrade
Velika nagrada občinstva (zmagovalna skladba festivala − naziv popevka leta 2022; prejme izvajalec)
- »Nove slike« v izvedbi Mie Guček

Rezultati telefonskega glasovanja: 1. Mia Guček 2. Maja Založnik 3. Gedore 4. Veronika Strnad 5. Lea Likar 6. Saša Lešnjek 7. Andraž Hribar 8. Amaya 9. Dinamitke 10. BosaZnova
Nagrade strokovne žirije
- velika nagrada za najboljšo skladbo v celoti: »Od tu do tam« v izvedbi Gedore
- za najboljše besedilo: Maja Keuc – Amaya (»Rdeče«)
- za najboljšo interpretacijo: Dinamitke
- za najboljšo priredbo: Jani Hace in Boštjan Grabnar (»Frajer«)
- za mladega obetavnega avtorja ali izvajalca: Veronika Strnad

Strokovno žirijo so sestavljali Darja Švajger (predsednica), Andrea Flego, Mojca Menart, Iztok Novak in Gregor Ravnik.
Najboljša podoba
Na MMC-ju je potekalo glasovanje za najboljšo podobo festivala. Največ glasov je prejela Amaya.